# Tubby Boots
Charles „Tubby“ Boots (* um 1926 in Baltimore, Maryland; † 1. August 1993 ebenda) war ein US-amerikanischer Komiker, der vor allem durch seine Körperfülle und sein Gewicht von rund 170 Kilogramm auffiel und als Komödiant in Nachtklubs auftrat. Er arbeitete in dieser Zeit unter anderem mit Woody Woodbury und seinem Mentor Lord Buckley zusammen und veröffentlichte diverse Schallplatten.

## Leben und Karriere
Charles Boots wurde um das Jahr 1926 als Sohn eines Vaudeville-Tanzpaares, das unter dem Namen Boots and Barton auftrat, in Baltimore, der größten Stadt des US-Bundesstaates Maryland, geboren. Bereits im Alter von sieben Jahren wog Boots 200 Pfund (rund 90 Kilogramm) und war damit ein ständig gehänseltes und verspottetes Kind während seiner Schulzeit in Baltimore. Noch während seiner Kindheit begann er seine Laufbahn als Komödiant, nachdem er eine Vorführung des Lord Buckley gesehen hatte. Noch kurz vor Tubby Boots Tod erwähnte dieser, dass Lord Buckley wie ein Vater für ihn gewesen wäre, als er ihn erstmals im mittlerweile denkmalgeschützten Hippodrome Theatre von Baltimore gesehen hatte. Damals war Boots sieben Jahre alt und arbeitete neben seiner Schulzeit bereits im Hippodrome Theatre. Eines seiner weiteren Idole war Jack E. Leonard, durch den er ermutigt wurde, ebenfalls an Gewicht zuzulegen, um so populär wie Leonard zu werden. Neben seiner schulischen Laufbahn verbrachte er die freie Zeit zumeist im Hippodrome, ehe er die Schule dafür gänzlich schwänzte. Durch Lord Buckley und auch durch seine Eltern wurde er somit noch für ans Show Business herangeführt und trat ab einem Alter von elf Jahren erstmals selbst in Nachtklubs auf. Zu diesem Zeitpunkt wog er um die 250 Pfund (rund 113 Kilogramm) und gab sich als 21-Jähriger aus. Noch in dieser Zeit wurde er in einem Striplokal von der Polizei verhaftet, aufgrund seines Alters jedoch nicht eingesperrt, sondern erhielt die Verwarnung nie wieder in Baltimore aufzutreten, da er bereits zu berüchtigt sei. Laut einem Interview mit Tubby Boots wurde er von der Polizei in eine Zug gesetzt und gefragt, wohin er fahren möchte. Boots entschied sich für New York und verließ seine Heimatstadt so noch in jungen Jahren, wobei er selbst immer beteuerte, nicht von zuhause weggelaufen zu sein, sondern gezwungen worden zu sein, die Stadt zu verlassen. Als er in New York angekommen war, rief er Lord Buckley an und schluchzte ins Telefon, dass seine Mutter bei einem Verkehrsunfall ums Leben gekommen war und sein Vater mit ihr im Auto saß. Was Boots zu diesem Zeitpunkt jedoch nicht wusste, war, dass Buckley seine Mutter anrief und ihr mitteilte, dass er nun mit ihm unterwegs sei.
Buckley verschaffte ihm in weiterer Folge einen Job im Three Deuces, einem Jazzclub der 52nd Street, und gab ihn erneut als 21-Jährigen aus. Das Three Deuces war einer von Manhattans großen Jazz-Tempeln der 1930er und 1940er Jahre, in dem regelmäßig Größen wie Dizzy Gillespie oder Charlie Parker auftraten. So hatten unter anderem Gillespie und Parker in den Jahren 1944 und 1945 hier ihre erste Combo. Lord Buckley war im Laufe seiner Karriere ständig mit der Welt des Jazz verbunden und trat regelmäßig in Jazzclubs auf und brachte in seinen Programmen auch regelmäßig die damalige Umgangssprache der schwarzen Hipster unter. Somit führte er auch Tubby Boots in die Welt des Jazz ein, der in weiterer Folge einen Job als Emcee bei Burlesque-Shows und häufig auch bei fahrenden Karneval-Shows erhielt. Im Laufe der Zeit erhielt er von Lord Buckley, der mittlerweile wieder in Hollywood war, ein Angebot, an einer Filmproduktion mitzuwirken. Nachdem er nach Kalifornien gekommen war, fand Boots jedoch keine Filmproduktion vor und trat weiterhin als Komiker auf. In dieser Zeit erhielt er von Lord Buckley den liebevoll verwendeten Spitznamen Princess Lily, wobei er jedoch Prince Charles of Booth als seinen Titel ansah. Im Jahre 1959 zerstörte ein bizarrer Unfall die Freundschaft zwischen Tubby Boots und Lord Buckley, die beide zu dieser Zeit zusammenwohnten. Boots nahm bei diesem Unfall ein Bad, wobei die Steuerung für das kalte und das heiße Wasser in einem anderen Raum war. Lord Buckley bediente diese Steuerung und drehte hierbei irrtümlich heißes Wasser auf, wobei er Boots so schwer verbrühte, dass er eine Woche lang im Krankenhaus verbringen musste. Nachdem er wieder genesen war, setzte Tubby Boots seine erfolgreiche Karriere in Miami Beach fort. Hier trat er vor allem über mehrere Jahre hinweg in Motel-Lounges auf und veröffentlichte einige in dieser Zeit modern gewordene Comedy Albums. Eines seiner ersten Werke war dabei unter anderem Thin My Be „In“, but Fat’s where it’s „At“. Die Alben wurden hauptsächlich bei seinen Shows verkauft, wobei es hieß, dass keine Kopien existierten, die nicht von Tubby Boots signiert waren. In seiner Blütezeit hatte Boots auch Auftritte in der Tonight Show mit Jack Paar oder am Broadway an der Seite von Phil Silvers.
Doch vor allem seine Zeit in Miami Beach, wo er unter anderem im luxuriösen und berühmten Fontainebleau auftrat und wo er einen Großteil seiner Zeit zwischen den frühen 1960ern und den späten 1970ern verbrachte, wird als seine Blütezeit angesehen. Nebenbei trat er nicht nur in Clubs in Miami Beach und New York City auf, sondern war auch oftmals auf den Bahamas, in Las Vegas oder in den Catskills vertreten. Eines seiner längsten Programme hatte er im heute nicht mehr existierenden The Dunes in Las Vegas, wo heute das Hotel Bellagio steht, in dem er 16 Jahre lang gastierte. Noch in den 1980ern trat Boots regelmäßig in Comedy Clubs auf, so unter anderem in Supper Clubs auf Long Island, wobei er sich auch bei der plötzlich stark steigenden Zahl an Comedy Clubs nicht schwer tat und immer Engagements fand. In den 1970ern war er auch landesweit unterwegs, so unter anderem in Atlanta, Georgia, wo er unter anderem im Dezember 1974 im Ende der 1990er abgerissenen Nachtklub The Cove auftrat. Am 1. August 1993 verstarb der durch sein starkes Übergewicht, seine gebleichten blonden Haare und oftmals ohne Oberbekleidung aufgetretene Tubby Boots in seiner Heimatstadt Baltimore, wobei zahlreiche Zeitungen berichten, dass er zum Zeitpunkt seines Todes 59 Jahre alt war, was einem Geburtsjahr um 1934 entsprechen würde. Wenn er ohne Oberbekleidung auftrat, trug er zumeist Pasties, mit denen er gleichzeitig in verschiedene Richtungen herumwirbeln konnte. Er trat noch bis kurz vor seinem Tod öffentlich in Clubs auf. Des Weiteren war er zeitlebens auch auf State Fairs, auf Traveling Road Shows, Kreuzfahrtschiffen, Rennstrecken oder auf Coney Island zu sehen.